# 澳門特別行政區區旗
澳門特別行政區區旗（葡萄牙語：Bandeira da Região Administrativa Especial de Macau），簡稱澳門特區區旗；別稱蓮花旗、白蓮花旗、白蓮旗）是澳門特别行政区的官方代表旗，它是一面繪有五星、蓮花、大橋、海水圖案的綠色旗幟；以澳門綠作底色，中央的一朵含苞待放的蓮花圖案是澳門的象徵。澳門特區區旗於1999年12月20日起正式使用。

## 法定說明
根據《澳門特別行政區基本法》第10條，澳門特區區旗是一面「繪有五星、蓮花、大橋、海水圖案的綠色旗幟」。根據澳門第6/1999號法律《區旗及區徽的使用及保護》第1條的定義，澳門特區區旗是指1993年3月31日經中華人民共和國第八屆全國人民代表大會第一次會議通過的中華人民共和國澳門特別行政區區旗。《澳門基本法》第10條也訂明了在澳門境內除了懸掛和使用中華人民共和國國旗外，也可以懸掛和使用澳門特區區旗。

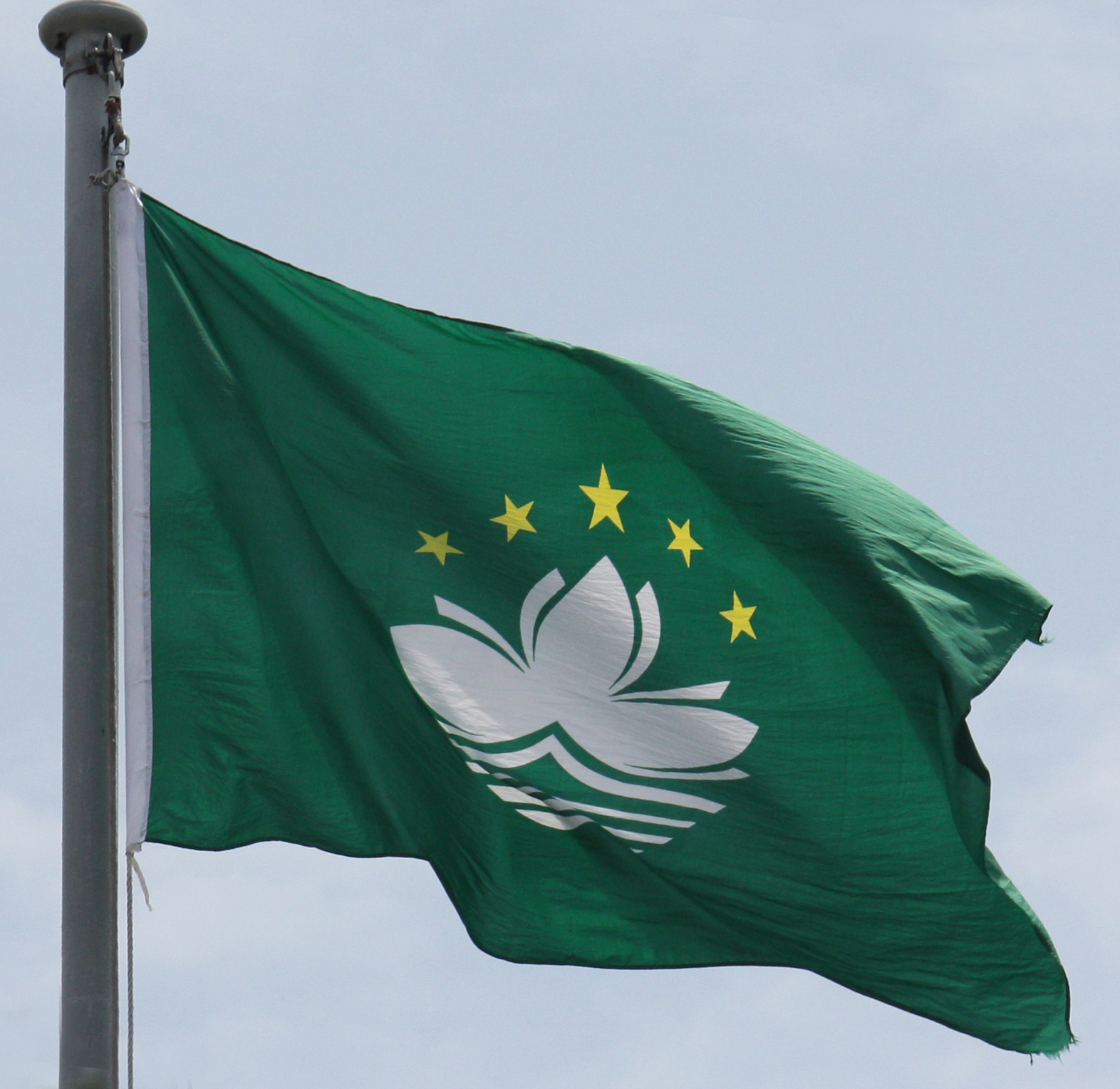
飘扬的澳门区旗

## 設計

### 象徵意義
澳門特別行政區區旗的底色是澳門綠，有欣欣向榮之意；旗面的圖案和澳門特別行政區區徽相同；區旗中的五角星分別由一顆大五角星以及四顆小五角星所組成；其意義除了和中華人民共和國國旗的五角星一樣外，也呼應了《澳門基本法》第1條中「澳門特別行政區是中華人民共和國不可分離的部分」。五角星之下有一朵由三片花瓣組成的白色蓮花；而三片花瓣分別代表澳門半島、氹仔和路環。蓮花下面分別是一條白色大橋和綠白相間並由近向遠漸變的海水是象徵澳門自然環境的特點。
對於澳門區旗的底色設計，原草委宗光耀於《澳門基本法》頒佈20週年時稱，當時香港區旗和區徽底色定為紅色，不少人認為澳門區旗便同樣沿用紅色，不過中央政府對澳門這方面無特別考究。澳門基本法草委會副主任錢偉長提出設想，認為澳門無歷經過重大戰爭、且有山有水，區旗區徽可考慮用綠色。當時的國務院副總理錢其琛認為這個意見值得思考，與宗光耀商量先了解國務院港澳辦主任姬鵬飛的意見。姬鵬飛沒有反對，思考期間並說一句“紅花都需綠葉相配”。錢其琛和宗光耀意會是合適設想，最終建議獲投票通過。

### 詳細標準

#### 尺寸
澳門區旗和香港區旗一樣都是為一面矩形且其長寬比例為2:3的旗幟。澳門《區旗及區徽的使用及保護》附件二訂明了澳門區旗的繪畫方式外；所有澳門區旗必須以這個比例及定位繪畫方為符合規格。《區旗及區徽的使用及保護》附件二訂明澳門區旗旗幟的通用尺寸如下表：
| 式號                | 1號       | 2號       | 3號       | 4號      | 5號     | 車旗    | 簽字旗  | 桌旗    |
| ------------------- | --------- | --------- | --------- | -------- | ------- | ------- | ------- | ------- |
| 長度 × 高度（厘米） | 288 × 192 | 240 × 160 | 192 × 128 | 144 × 96 | 96 × 64 | 30 × 20 | 21 × 14 | 15 × 10 |

#### 颜色
《GB 17654-1999：澳门特别行政区区旗》国家标准规定了澳门区旗的颜色。其中，区旗的底色制作难度极大，一些旗帜制作公司因此称其为“澳门绿”。下面列出了D65光源下区旗底色的色度数据。
| 材质         | 材质 | 刺激值Y10 | 色度坐标 | 色度坐标 | 允许误差                                               |
| 材质         | 材质 | 刺激值Y10 | x10      | y10      | 允许误差                                               |
| ------------ | ---- | --------- | -------- | -------- | ------------------------------------------------------ |
| 化学纤维织物 | 长丝 | 7.5       | 0.256    | 0.406    | 均为{\displaystyle \Delta E_{ab}^{\,\bullet }\leq 4.0} |
| 化学纤维织物 | 仿毛 | 9.5       | 0.248    | 0.411    | 均为{\displaystyle \Delta E_{ab}^{\,\bullet }\leq 4.0} |
| 丝绸         | 丝绸 | 11.2      | 0.239    | 0.426    | 均为{\displaystyle \Delta E_{ab}^{\,\bullet }\leq 4.0} |

### 相關草案
澳門特別行政區基本法起草委員會於1990年12月15日至1991年初的5個月內公開徵集澳門特區區旗以及澳門特區區徽的設計式樣；應徵作品共有782幅設計圖；及後經澳門區旗區徽評選委員會投票後選出澳門特區區旗候選作品15幅。評選委員會最終決定在張磊的設計方案及顏色作為基礎並結合肖红的設計方案作出修改。
1993年1月15日，澳門基本法起草委員會九全會評選了澳門特區區旗圖案的草案；同年3月31日頒佈了澳門特別行政區區旗的圖案。和香港特區區旗的情況一樣，澳門特區區旗於1998年11月至翌年年初作出適度修改。

## 使用禮節

### 懸掛或展示

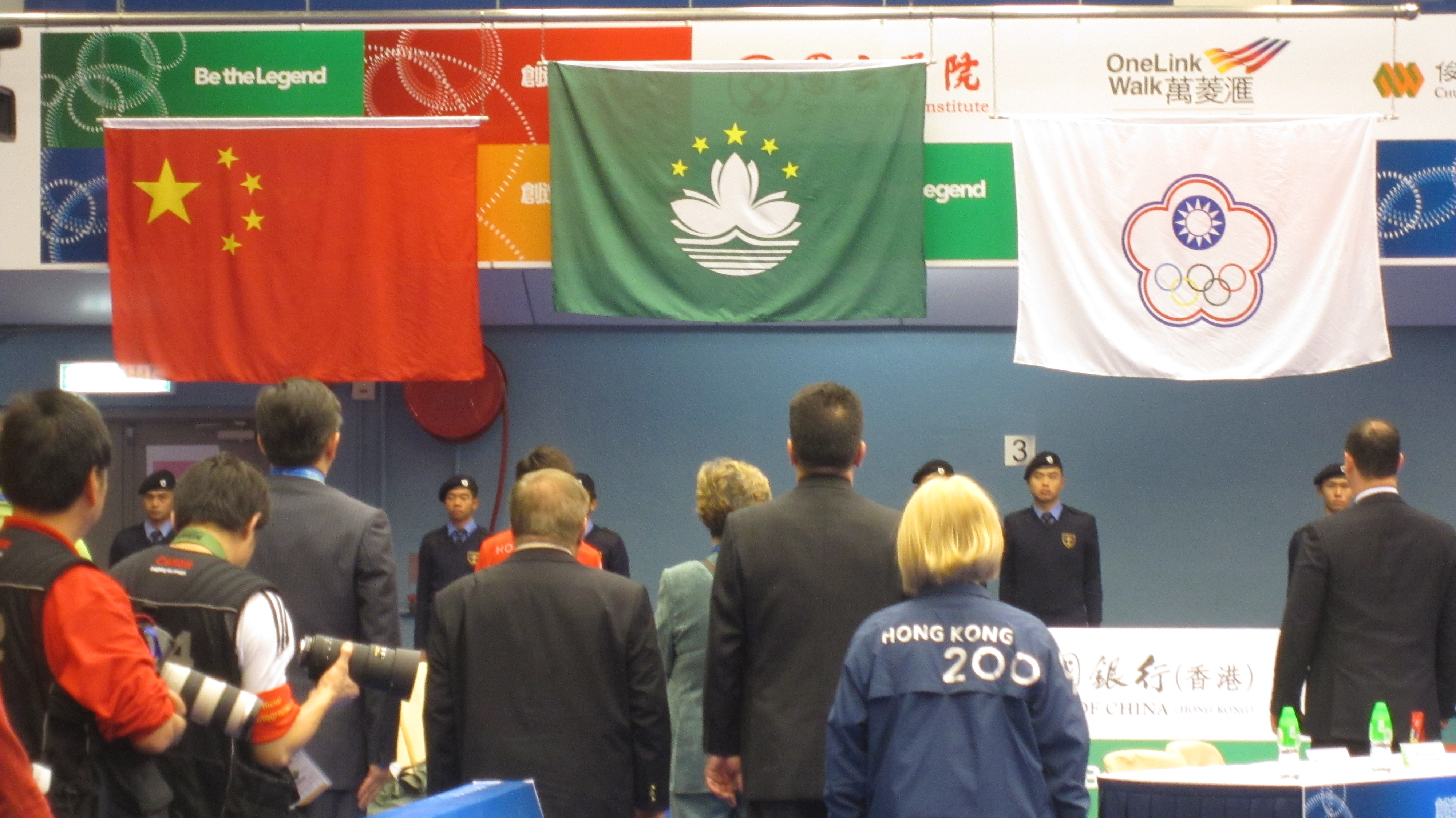
澳門在香港東亞運奪金後以「中國澳門」名義升起區旗

澳門特別行政區政府需每日（除惡劣天氣外）於行政長官官邸、澳門特別行政區政府總部、澳門國際機場及所有出入境口岸以及行政長官指定的地點懸掛區旗外，也需要在行政長官辦公室、澳門行政會、澳門立法會、終審法院、檢察院、市政機構、政府部門、駐海外辦事機構以及行政長官指定的地點的工作日懸掛；此外，澳門特區政府須要於元旦、中華人民共和國國慶日、澳門特別行政區成立紀念日在上述地點懸掛澳門特區區旗。中國國旗和澳門特區區旗應在日出時升起，日落時降下；即旗幟需於上午八時升起，下午六時降下。
當澳門特區區旗和中國國旗同時懸掛時，中華人民共和國國旗必須置於中心、較高或突出的位置；而當澳門特區區旗和中國國旗並排展示時分別左右並排。若列隊舉持中國國旗和澳門區旗行進時，中國國旗應當在澳門特區區旗之前。當這兩面旗旗同時懸掛或展示時，區旗應小於國旗。若澳門特區根據《澳門基本法》第137條規定所派出代表出席國際場合時，以上規則為不適用。

### 下半旗

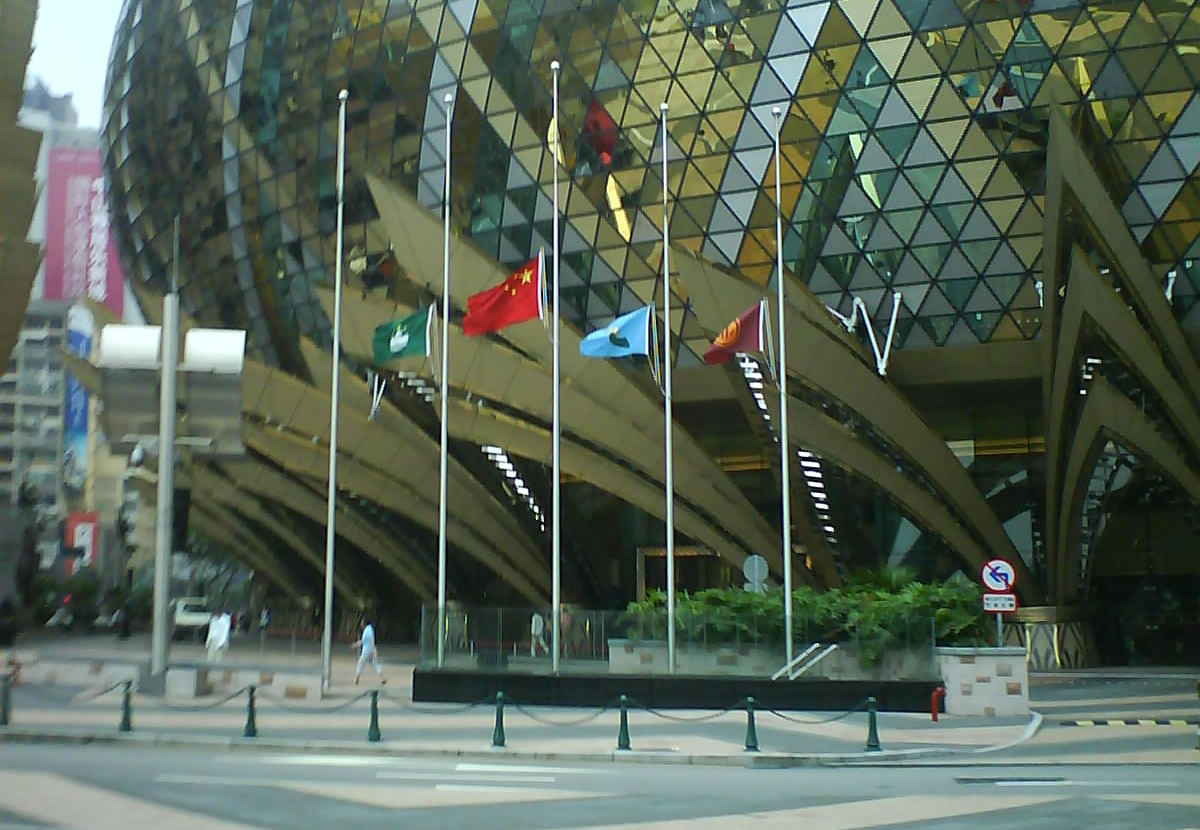
位於新葡京的中華人民共和國國旗、澳門特區區旗、澳門博彩及新葡京公司旗在2008年5月19日的全國哀悼日中下半旗向汶川大地震死難者致哀

下半旗是澳門特區區旗展示及使用的組成部分；除了中華人民共和國主席、全國人民代表大會常務委員會委員長、國務院總理、中央軍事委員會主席、中國人民政治協商會議全國委員會主席逝世需要下半旗外，中央人民政府可以知會澳門行政長官指該人物對中華人民共和國、世界和平或人類進步事業作出傑出貢獻以及行政長官認為發生特別重大傷亡的不幸事件或嚴重自然災害而造成重大傷亡適宜下半旗，也可以下半旗誌哀。
2008年5月19至21日中華人民共和國全國哀悼日期間，澳門特區政府按中國國務院公告於哀悼期把有關旗幟下半旗以悼念汶川大地震死難者；这次下半旗是澳門回歸後的第一次下半旗。
2017年8月24日，澳門行政長官崔世安宣佈政府各機關、邊境口岸、對外海空港口及駐外辦事處的區旗於翌日下半旗，哀悼在颱風天鴿吹襲澳門時引致十名澳門居民死亡的慘劇。